# Американски медальони за принос в изкуството
Американски медальони за принос в изкуството са поредица от десет медала от златни кюлчета, произведени от монетния двор на САЩ от 1980 до 1984 г. Те са продадени, за да се конкурират с южноафриканския Крюгеран и други монети от кюлчета.
|  | Тази страница частично или изцяло представлява превод на страницата American Arts Commemorative Series medallions в Уикипедия на английски. Оригиналният текст, както и този превод, са защитени от Лиценза „Криейтив Комънс – Признание – Споделяне на споделеното“, а за съдържание, създадено преди юни 2009 година – от Лиценза за свободна документация на ГНУ. Прегледайте историята на редакциите на оригиналната страница, както и на преводната страница, за да видите списъка на съавторите. ВАЖНО: Този шаблон се отнася единствено до авторските права върху съдържанието на статията. Добавянето му не отменя изискването да се посочват конкретни източници на твърденията, които да бъдат благонадеждни. |